# Jean-Pierre Lehmann

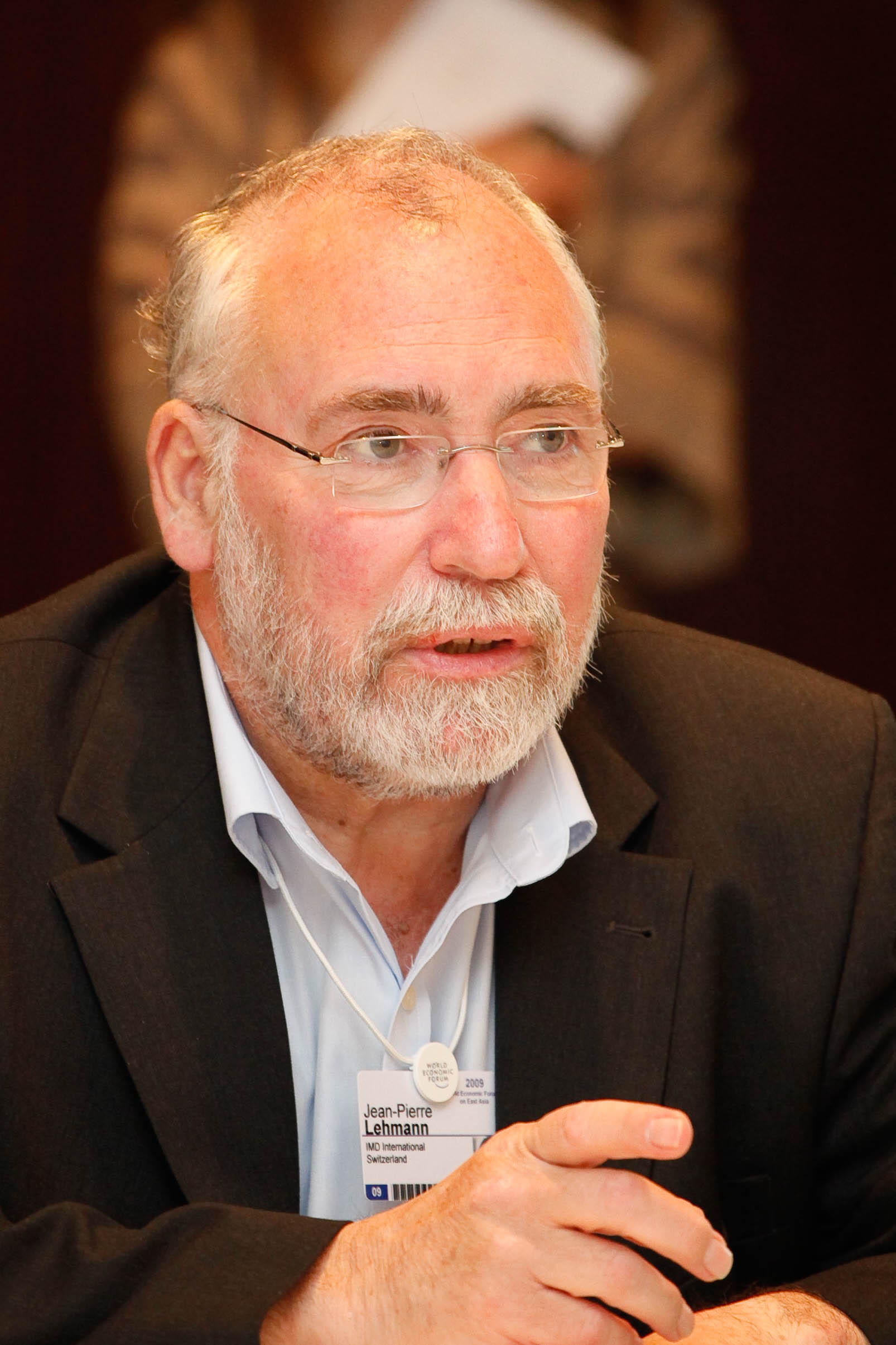
Jean-Pierre Lehmann

Jean-Pierre Lehmann, född 29 augusti 1945 i Washington DC, död 21 december 2017 i Lausanne, var en fransk-amerikansk ekonom. Han var professor i Japans politiska ekonomi vid Handelshögskolan i Stockholm 1993–1996.
The European Institute of Japanese Studies (EIJS) vid Handelshögskolan i Stockholm grundades 1992. Jean-Pierre Lehmann var institutets första direktör 1992–1996. Han var även professor i Japans politiska ekonomi och affärsliv vid Handelshögskolan i Stockholm 1993–1996. Han var från 1995 fram till hans död 2017 professor i internationell ekonomi vid International Institute for Management Development (IMD) i Schweiz.